# Mörike-Gymnasium Göppingen
Das Mörike-Gymnasium Göppingen ist ein Sportgymnasium in Göppingen, welches nach dem Lyriker Eduard Friedrich Mörike benannt ist. Es ist eine Schule ohne Rassismus – Schule mit Courage.

## Geschichte
1883 wurde das Gymnasium als Mädchenschule gegründet. 1968 erfolgte ein Umbau bzw. die Entfernung von Fenstern, (Holz-)Türen und Brunnen auf den Fluren. Ab 1969 begann die Koedukation, es wurden auch Jungen unterrichtet. 1986 wurde die Schulmensa eröffnet, das Hauptgebäude wurde unter Denkmalschutz gestellt. 1990 folgte die Einführung der „Fünferles-Freizeit“, einer Art kurzes Schullandheim für Fünftklässler. 1997 wurde der hintere Schulhof umgestaltet. Ab 2004 wurde ein Sportprofil wählbar. Ab 2006/2007 galt die Schule als Sportprofilschule im Regierungspräsidium Stuttgart. Ab 2014/2015 wurde sie Partnerschule des Handballs.

## Gelände
Das Mörike-Gymnasium Göppingen besteht aus zwei Gebäuden, dem Hauptgebäude (unter Denkmalschutz) sowie dem „Lu“, einem Neubau, welcher an die Lutherstraße grenzt.

### Hauptgebäude
Der Architekt des Hauptgebäudes ist Paul Bonatz, der unter anderem den Stuttgarter Hauptbahnhof entworfen hat.  Im Hauptgebäude befinden sich Klassenzimmer, Fachräume für Naturwissenschaft und Technik, Erdkunde, Biologie, Bildende Kunst und Chemie, zwei Computerräume sowie das Sekretariat und das Lehrerzimmer. Die beiden Sporthallen, die „Alte“ sowie die „Neue“ (als Anbau) können ebenfalls dazu gezählt werden. 

### Lu
Dieses Gebäude beinhaltet Fachräume für Musik und Physik, ebenso die Mensa. Es wurde 2011 eröffnet.

### Schulhof
Das Mörike-Gymnasium verfügt über zwei Schulhöfe, den „Vorderen“ und den „Hinteren“.

#### Vorderer Schulhof
Dieser grenzt an die Mörikestraße und bietet einige Sitzmöglichkeiten. Er wird von der siebten und zehnten Klasse benutzt.

#### Hinterer Schulhof
Auf diesem zwischen den beiden Gebäuden liegenden Hof gibt es Fahrradständer sowie Bewegungsmöglichkeiten wie ein Volleyballfeld, Tischtennisplatten, einen Basketballkorb und einen Spielplatz mit Klettergerüsten und Trampolinen.

## Sport

### Handball
Seit 2014 ist die Schule eine Partnerschule des Handballs. Dadurch konnte das Mörike-Gymnasium, durchaus stark beeinflusst durch das Handballteam Frisch Auf Göppingen, mehrere Erfolge auf Landes- und Bundesebene erzielen.

### Landessportpreis
Der Landessportpreis wird seit 2019 vom Landessportverband Baden-Württemberg gemeinsam mit dem Ministerium für Kultus, Jugend und Sport Baden-Württemberg verliehen. Das Mörike-Gymnasium konnte den Preis bereits vier Mal in Folge entgegennehmen. Voraussetzung für den Erhalt des Preises ist die Bestleistung von 15 Notenpunkten im Leistungsfach Sport.

### Sportprofil
In den Klassen fünf bis sieben hat man regulär drei bis vier Schulstunden in der Woche Sport, ab der achten Klasse erhält man bei der Wahl des Sportprofils sechs Schulstunden Sport, inklusive Theorie.

## Kultur
Das Mörike-Gymnasium legt weitere Schwerpunkte im Bereich Kultur: So wird in der 8. Klasse jeweils eine Schulstunde Musik mehr gelehrt, in der 9. Klasse eine Stunde Bildende Kunst mehr.

## Sprachen
Englisch wird ab der fünften Klasse unterrichtet, ab der sechsten Klasse hat man die Wahl zwischen Latein und Französisch, ab der achten Klasse kann man im Zuge der Profilwahl Spanisch als dritte Fremdsprache wählen.

## Naturwissenschaft und Technik
Dieses Fach ist ab der achten Klasse wählbar. Es werden Programmieren (Arduino; C/C++), Handwerk (z. B. mit Holz) sowie Teilgebiete der Physik gelehrt. Beispielsweise wird im ersten Jahr NwT von den Schülerinnen und Schülern eine Musikbox gebaut, die mit einem Arduino gesteuert wird. Jedes einzelne Gebiet wird immer ein halbes Jahr gelehrt, beispielsweise im ersten Halbjahr Mechanik und im zweiten Programmieren.

## Bekannte Lehrer
- Stefan Klaus (* 1977), ehemaliger deutsch-schweizerischer Handballspieler

## Bekannte Absolventen
- Erika Mezger (* 1957), Verwaltungswissenschaftlerin
- Dietrich Birk  (* 1967), Politiker (CDU) und Unternehmensberater
- Peter Boehringer (* 1969), Bundestagsabgeordneter (AfD)
- Tom Fabritius (* 1972), Maler
- Oliver Trapp (* 1973), Chemiker
- Valentin Abt (* 2005), deutscher Handballspieler[6]